# Montesquiu
Pour les autres significations, voir Montesquieu (homonymie).
Montesquiu est une commune de la province de Barcelone, en Catalogne, en Espagne, de la comarque d'Osona